# Cazeneuve (Gers)
Pour les articles homonymes, voir Cazeneuve.
Cazeneuve (Casanava en gascon) est une commune française située dans le nord-ouest du département du Gers en région Occitanie. Sur le plan historique et culturel, la commune est dans le Condomois, une ancienne circonscription de la province de Gascogne ayant titre de comté.
Exposée à un climat océanique altéré, elle est drainée par l'Izaute et par divers autres petits cours d'eau. La commune possède un patrimoine naturel remarquable composé de quatre zones naturelles d'intérêt écologique, faunistique et floristique.
Cazeneuve est une commune rurale qui compte 170 habitants en 2022, après avoir connu un pic de population de 442 habitants en 1856.  Elle fait partie de l'aire d'attraction d'Eauze.

## Géographie

### Localisation
Commune située au cœur de la Gascogne, sur la frontière entre le Bas-Armagnac et la Ténarèze.

### Communes limitrophes
Les communes limitrophes sont  Bretagne-d'Armagnac, Eauze, Lagraulet-du-Gers et Montréal.
|                     | Montréal  |                   |
| Bretagne-d'Armagnac | Cazeneuve | Lagraulet-du-Gers |
|                     | Eauze     |                   |

### Hameaux et lieux-dits
La commune comprend plusieurs hameaux : Lamothe, Pardaillan, Marambat, le Centre, l'Église et la Pélinguette.
Entre collines et vallons les paysages viticoles sont dominants, reste quelques espaces boisés et quelques terres réservées aux céréales et au bétail (bovins et ovins).

### Géologie et relief
Cazeneuve se situe en zone de sismicité 1 (sismicité très faible).

### Hydrographie

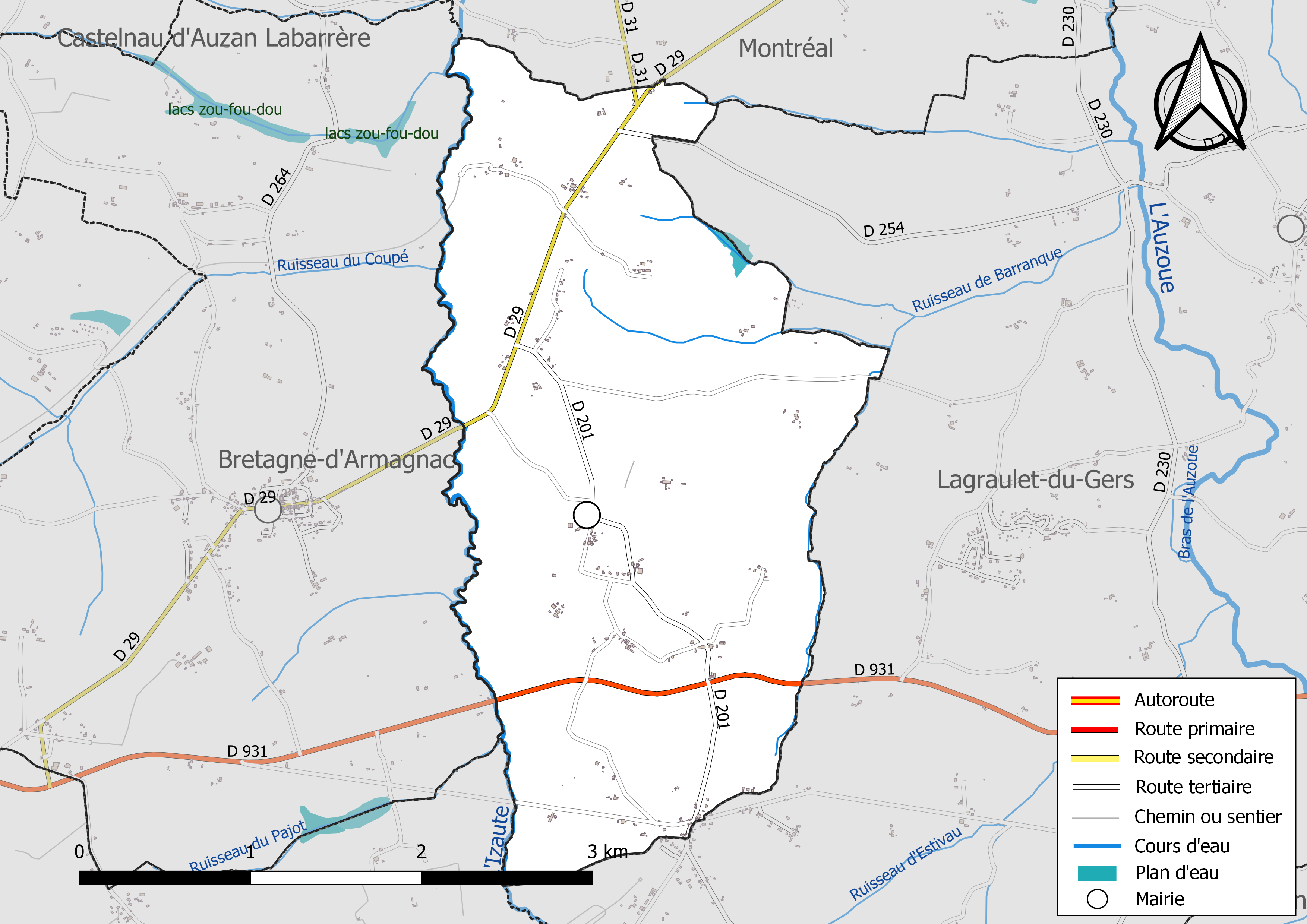
Réseaux hydrographique et routier de Cazeneuve.

La commune est dans le bassin de la Garonne, au sein du bassin hydrographique Adour-Garonne. Elle est drainée par l'Izaute, le ruisseau de Barranque, le ruisseau du Coupé et par divers petits cours d'eau, qui constituent un réseau hydrographique de 7 km de longueur totale,.
L'Izaute, d'une longueur totale de 37,5 km, prend sa source dans la commune de Dému et s'écoule vers le nord. Il traverse la commune et se jette dans la Gélise à Castelnau d'Auzan Labarrère, après avoir traversé 11 communes.

### Climat
Pour des articles plus généraux, voir Climat de l'Occitanie et Climat du Gers.
En 2010, le climat de la commune est de type climat du Bassin du Sud-Ouest, selon une étude s'appuyant sur une série de données couvrant la période 1971-2000. En 2020, Météo-France publie une typologie des climats de la France métropolitaine dans laquelle la commune est exposée à un climat océanique altéré et est dans la région climatique Aquitaine, Gascogne, caractérisée par une pluviométrie abondante au printemps, modérée en automne, un faible ensoleillement au printemps, un été chaud (19,5 °C), des vents faibles, des brouillards fréquents en automne et en hiver et des orages fréquents en été (15 à 20 jours).
Pour la période 1971-2000, la température annuelle moyenne est de 12,9 °C, avec une amplitude thermique annuelle de 15 °C. Le cumul annuel moyen de précipitations est de 849 mm, avec 11,2 jours de précipitations en janvier et 6,8 jours en juillet. Pour la période 1991-2020, la température moyenne annuelle observée sur la station météorologique la plus proche, située sur la commune de Beaucaire à 19 km à vol d'oiseau, est de 13,8 °C et le cumul annuel moyen de précipitations est de 775,9 mm,. Pour l'avenir, les paramètres climatiques de la commune estimés pour 2050 selon différents scénarios d'émission de gaz à effet de serre sont consultables sur un site dédié publié par Météo-France en novembre 2022.

### Milieux naturels et biodiversité
L’inventaire des zones naturelles d'intérêt écologique, faunistique et floristique (ZNIEFF) a pour objectif de réaliser une couverture des zones les plus intéressantes sur le plan écologique, essentiellement dans la perspective d’améliorer la connaissance du patrimoine naturel national et de fournir aux différents décideurs un outil d’aide à la prise en compte de l’environnement dans l’aménagement du territoire.
Trois ZNIEFF de type 1 sont recensées sur la commune :
- les « étangs et bois de Leyrété, Gutaires et Zou-Fou-Dou » (153 ha), couvrant 3 communes du département[13] ;
- la « lande du Broc Blanc » (230 ha), couvrant 3 communes du département[14] ;
- les « Tunnel de la Ténarèze ou de Pomiro » (253 ha), couvrant 2 communes du département[15] ;

et une ZNIEFF de type 2, : 
« l'Izaute et milieux annexes » (2 772 ha), couvrant 13 communes dont 12 dans le Gers et une dans le Lot-et-Garonne.

Carte des ZNIEFF de type 1 et 2 à Cazeneuve.
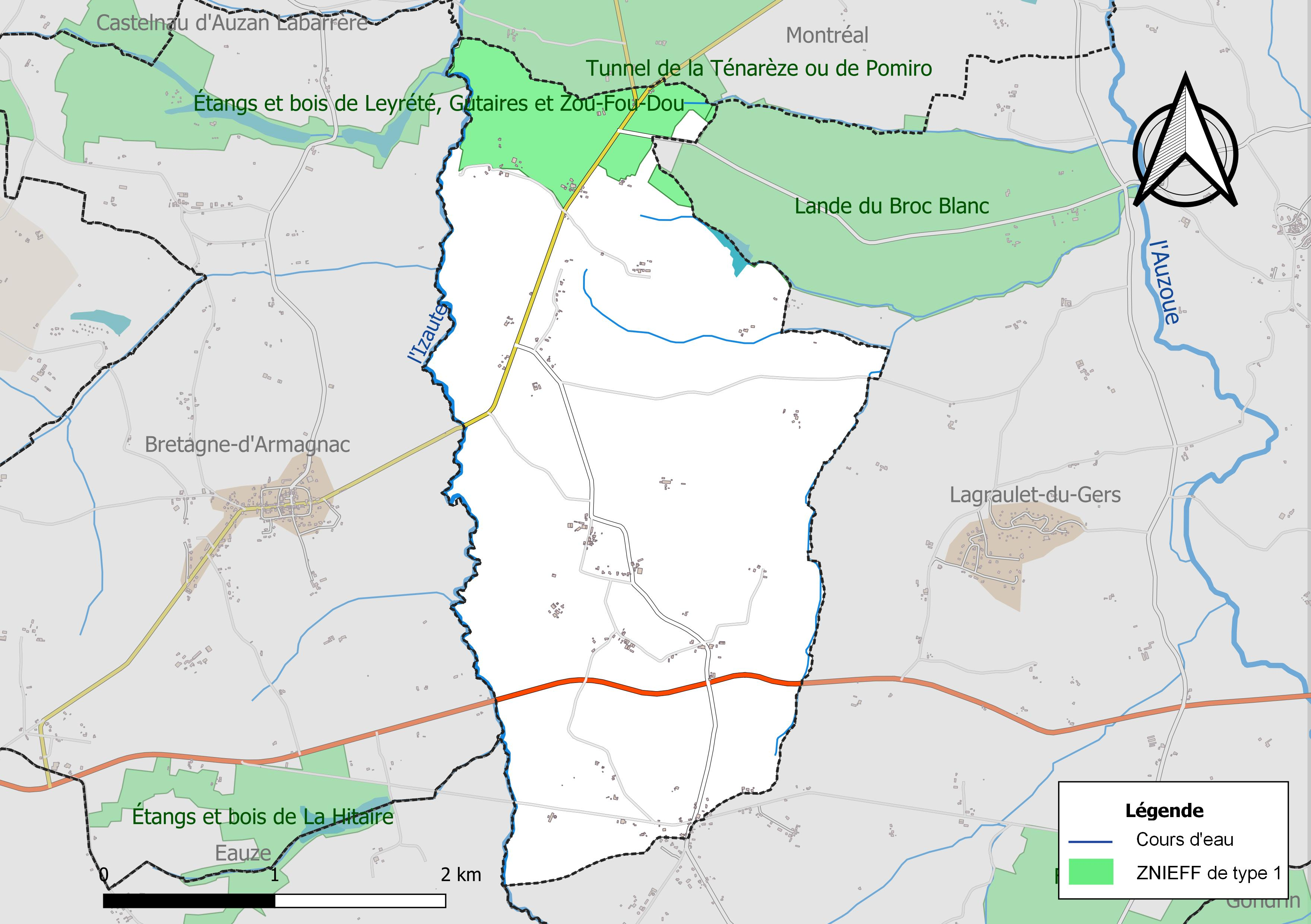
Carte des ZNIEFF de type 1 sur la commune.
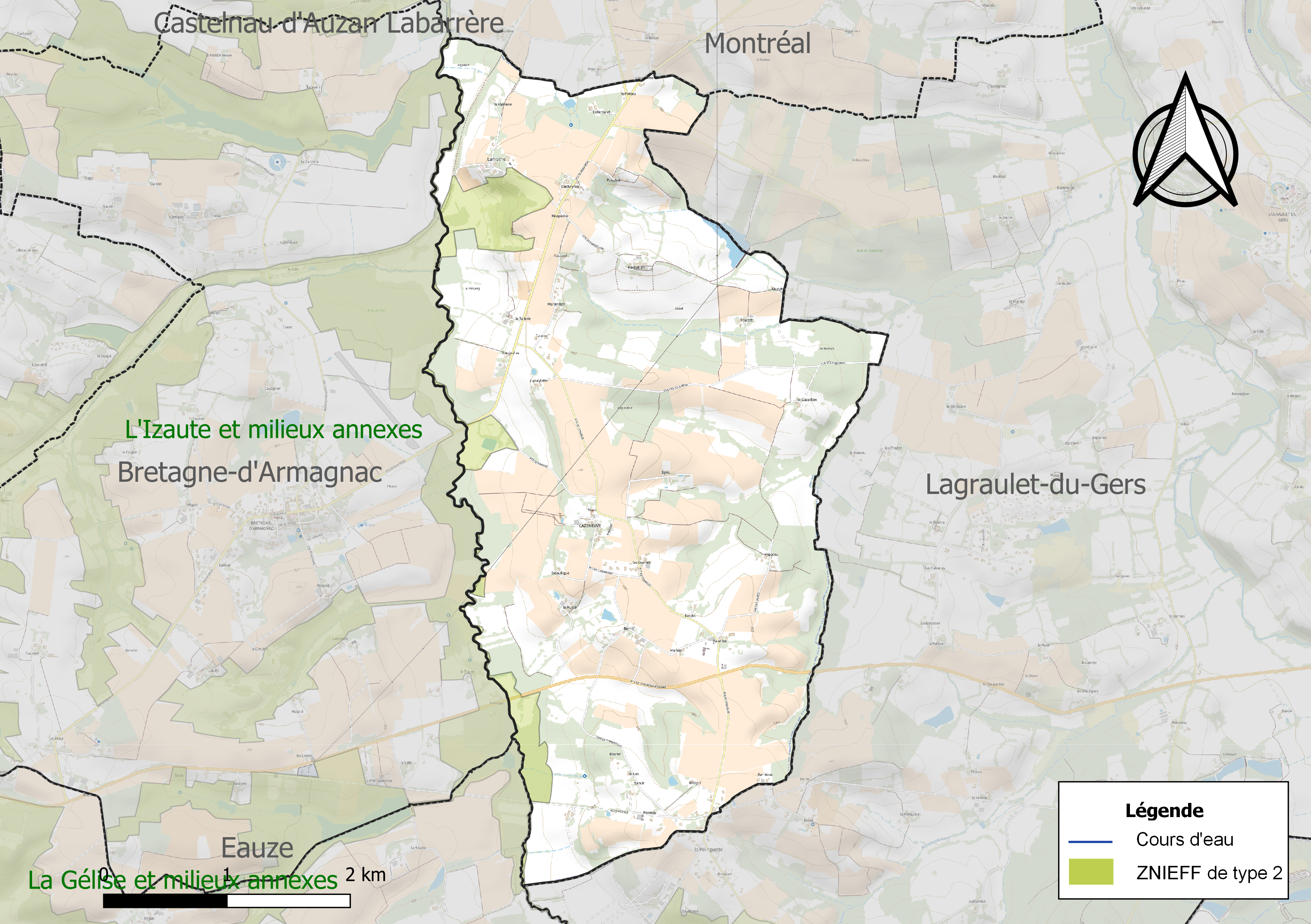
Carte de la ZNIEFF de type 2 sur la commune.

## Urbanisme

### Typologie
Au 1er janvier 2024, Cazeneuve est catégorisée commune rurale à habitat très dispersé, selon la nouvelle grille communale de densité à sept niveaux définie par l'Insee en 2022.
Elle est située hors unité urbaine. Par ailleurs la commune fait partie de l'aire d'attraction d'Eauze, dont elle est une commune de la couronne,. Cette aire, qui regroupe 12 communes, est catégorisée dans les aires de moins de 50 000 habitants,.

### Occupation des sols
L'occupation des sols de la commune, telle qu'elle ressort de la base de données européenne d’occupation biophysique des sols Corine Land Cover (CLC), est marquée par l'importance des territoires agricoles (84,8 % en 2018), en diminution par rapport à 1990 (86,3 %). La répartition détaillée en 2018 est la suivante : 
cultures permanentes (55,2 %), zones agricoles hétérogènes (29,7 %), forêts (15,2 %). L'évolution de l’occupation des sols de la commune et de ses infrastructures peut être observée sur les différentes représentations cartographiques du territoire : la carte de Cassini (XVIIIe siècle), la carte d'état-major (1820-1866) et les cartes ou photos aériennes de l'IGN pour la période actuelle (1950 à aujourd'hui).

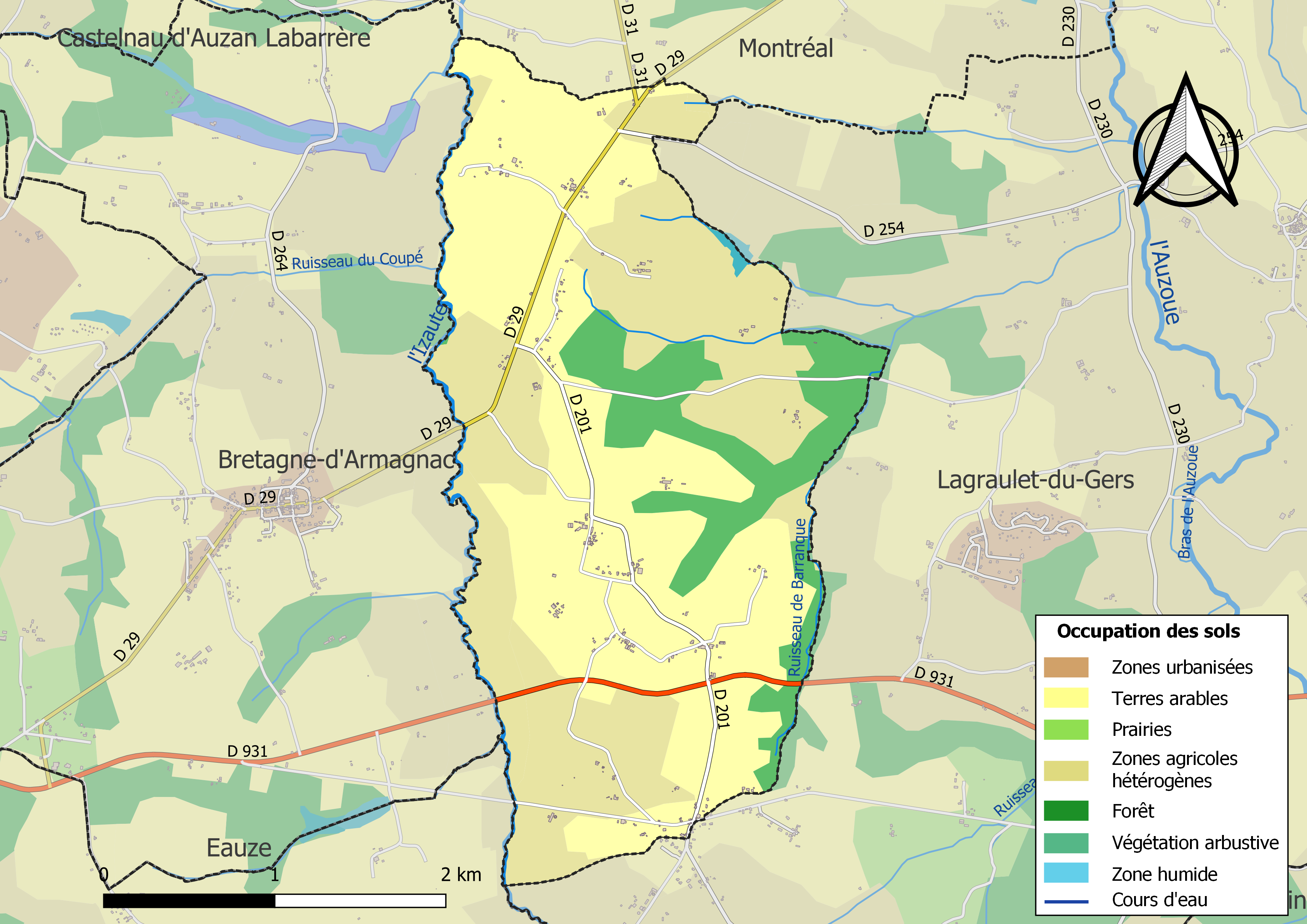
Carte des infrastructures et de l'occupation des sols de la commune en 2018 (CLC).

### Risques majeurs
Le territoire de la commune de Cazeneuve est vulnérable à différents aléas naturels : météorologiques (tempête, orage, neige, grand froid, canicule ou sécheresse) et séisme (sismicité très faible). Un site publié par le BRGM permet d'évaluer simplement et rapidement les risques d'un bien localisé soit par son adresse soit par le numéro de sa parcelle.

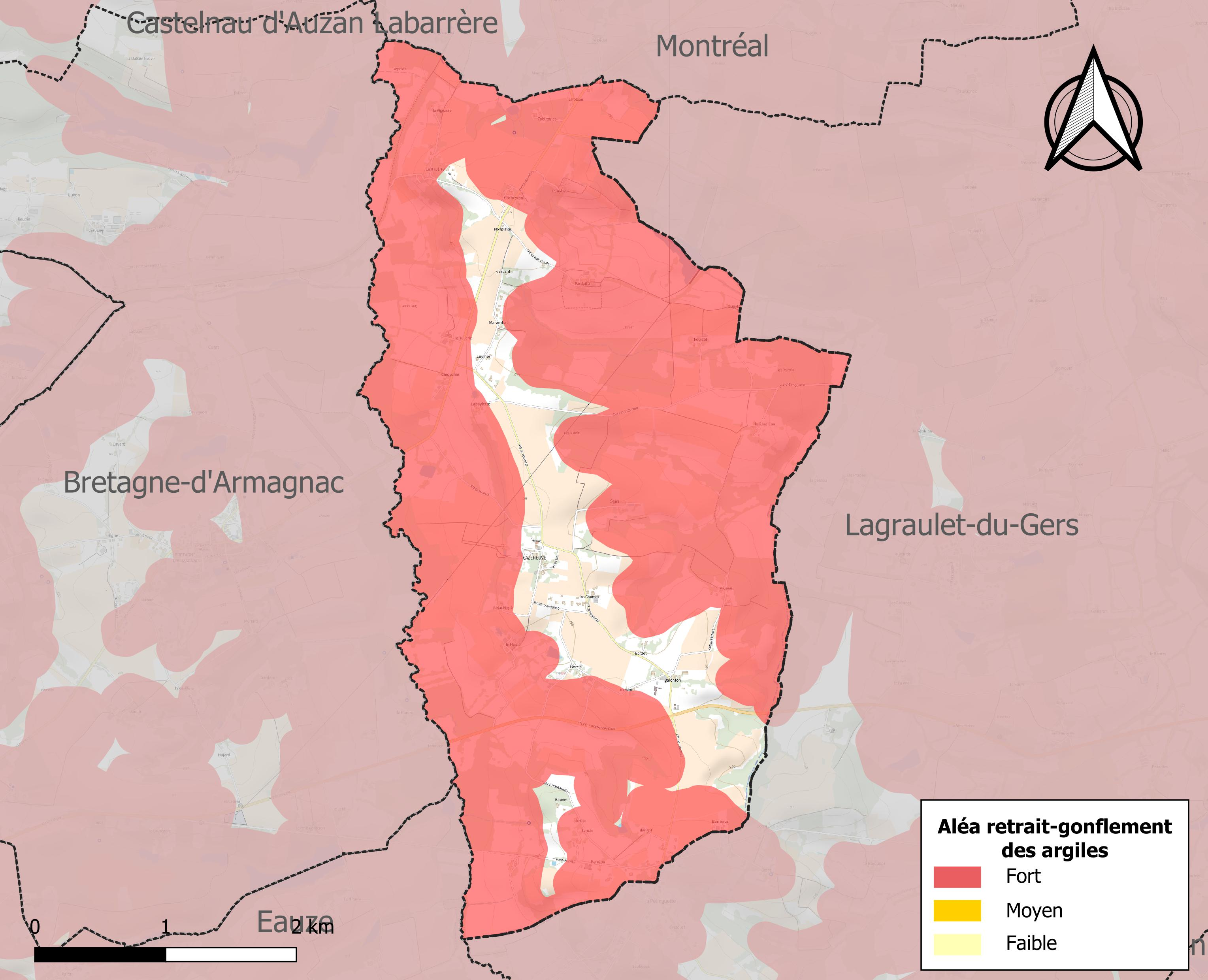
Carte des zones d'aléa retrait-gonflement des sols argileux de Cazeneuve.

Le retrait-gonflement des sols argileux est susceptible d'engendrer des dommages importants aux bâtiments en cas d’alternance de périodes de sécheresse et de pluie. 81,4 % de la superficie communale est en aléa moyen ou fort (94,5 % au niveau départemental et 48,5 % au niveau national). Sur les 98 bâtiments dénombrés sur la commune en 2019, 62 sont en aléa moyen ou fort, soit 63 %, à comparer aux 93 % au niveau départemental et 54 % au niveau national. Une cartographie de l'exposition du territoire national au retrait gonflement des sols argileux est disponible sur le site du BRGM,.
Par ailleurs, afin de mieux appréhender le risque d’affaissement de terrain, l'inventaire national des cavités souterraines permet de localiser celles situées sur la commune.
La commune a été reconnue en état de catastrophe naturelle au titre des dommages causés par les inondations et coulées de boue survenues en 1999 et 2009. Concernant les mouvements de terrains, la commune a été reconnue en état de catastrophe naturelle au titre des dommages causés par la sécheresse en 1989 et par des mouvements de terrain en 1999.

## Politique et administration

### Liste des maires
| Période                                  | Période  | Identité                    | Étiquette | Qualité      |
| ---------------------------------------- | -------- | --------------------------- | --------- | ------------ |
| 1793                                     | 1796     | Despatz Joseph              |           |              |
| 1796                                     | 1797     | Gerderes Bernard            |           |              |
| 1797                                     | 1799     | Niney Antoine               |           |              |
| 1799                                     | 1799     | Labatut Urben               |           |              |
| 1799                                     | 1800     | Despatz Joseph              |           |              |
| 1800                                     | 1813     | Gerderes Bernard            |           |              |
| 1813                                     | 1815     | Fourtet Joseph-Marie        |           |              |
| 1815                                     | 1833     | Chebalier Delabergne Albert |           |              |
| 1833                                     | 1836     | Niney-Delord Antoine        |           |              |
| 1836                                     | 1847     | Boué Jean                   |           |              |
| 1847                                     | 1848     | Seailles Jean               |           |              |
| 1848                                     | 1855     | Ducos de Lartigue Louis     |           |              |
| 1855                                     | 1865     | Marou Jean                  |           |              |
| 1865                                     | 1870     | Boué Jean                   |           |              |
| 1870                                     | 1871     | Marou Jean                  |           |              |
| 1871                                     | 1874     | Billères Joseph             |           |              |
| 1874                                     | 1876     | Ducos de Lartigue Arthur    |           |              |
| 1876                                     | 1878     | Castagnet Joseph            |           |              |
| 1878                                     | 1892     | Labadie Auguste             |           |              |
| 1892                                     | 1919     | Marou Joseph                |           |              |
| 1919                                     | 1944     | Marou Roger                 |           |              |
| 1944                                     | 1953     | Pointis Guillaume           |           |              |
| 1953                                     | 1959     | Castagnet Anthyme           |           |              |
| 1959                                     | 1970     | Barthelemy Elie-Jean        |           |              |
| 1970                                     | 1988     | Marou Jacques               |           |              |
| 1988                                     | 2008     | Marou Christian             |           |              |
| mars 2008                                | En cours | Martine Laborde             | SE        | Agricultrice |
| Les données manquantes sont à compléter. |          |                             |           |              |

## Population et société

### Démographie
L'évolution du nombre d'habitants est connue à travers les recensements de la population effectués dans la commune depuis 1793. Pour les communes de moins de 10 000 habitants, une enquête de recensement portant sur toute la population est réalisée tous les cinq ans, les populations de référence des années intermédiaires étant quant à elles estimées par interpolation ou extrapolation. Pour la commune, le premier recensement exhaustif entrant dans le cadre du nouveau dispositif a été réalisé en 2004.

En 2022, la commune comptait 170 habitants, en évolution de +21,43 % par rapport à 2016 (Gers : +1,04 %, France hors Mayotte : +2,11 %).
| 1793 | 1800 | 1806 | 1821 | 1831 | 1841 | 1846 | 1851 | 1856 |
| ---- | ---- | ---- | ---- | ---- | ---- | ---- | ---- | ---- |
| 229  | 223  | 223  | 254  | 275  | 427  | 414  | 423  | 442  |

| 1861 | 1866 | 1872 | 1876 | 1881 | 1886 | 1891 | 1896 | 1901 |
| ---- | ---- | ---- | ---- | ---- | ---- | ---- | ---- | ---- |
| 405  | 370  | 358  | 366  | 372  | 368  | 339  | 292  | 318  |

| 1906 | 1911 | 1921 | 1926 | 1931 | 1936 | 1946 | 1954 | 1962 |
| ---- | ---- | ---- | ---- | ---- | ---- | ---- | ---- | ---- |
| 312  | 306  | 273  | 276  | 271  | 252  | 278  | 265  | 220  |

| 1968 | 1975 | 1982 | 1990 | 1999 | 2004 | 2006 | 2009 | 2014 |
| ---- | ---- | ---- | ---- | ---- | ---- | ---- | ---- | ---- |
| 205  | 178  | 138  | 139  | 127  | 128  | 129  | 138  | 138  |

| 2019 | 2022 | - | - | - | - | - | - | - |
| ---- | ---- | - | - | - | - | - | - | - |
| 163  | 170  | - | - | - | - | - | - | - |

## Économie

### Revenus
En 2018  (données Insee publiées en septembre 2021), la commune compte 62 ménages fiscaux, regroupant 134 personnes. La médiane du revenu disponible par unité de consommation est de 20 680 € (20 820 € dans le département).

### Emploi
|                | 2008  | 2013  | 2018  |
| -------------- | ----- | ----- | ----- |
| Commune        | 7,1 % | 9,2 % | 5,8 % |
| Département    | 6,1 % | 7,5 % | 8,2 % |
| France entière | 8,3 % | 10 %  | 10 %  |

En 2018, la population âgée de 15 à 64 ans s'élève à 98 personnes, parmi lesquelles on compte 76,7 % d'actifs (70,9 % ayant un emploi et 5,8 % de chômeurs) et 23,3 % d'inactifs,. En  2018, le taux de chômage communal (au sens du recensement) des 15-64 ans est inférieur à celui de la France et département, alors qu'en 2008 il était supérieur à celui du département et inférieur à celui de la France.
La commune fait partie de la couronne de l'aire d'attraction d'Eauze, du fait qu'au moins 15 % des actifs travaillent dans le pôle,. Elle compte 30 emplois en 2018, contre 47 en 2013 et 39 en 2008. Le nombre d'actifs ayant un emploi résidant dans la commune est de 69, soit un indicateur de concentration d'emploi de 43,2 % et un taux d'activité parmi les 15 ans ou plus de 56,8 %.
Sur ces 69 actifs de 15 ans ou plus ayant un emploi, 20 travaillent dans la commune, soit 29 % des habitants. Pour se rendre au travail, 80,8 % des habitants utilisent un véhicule personnel ou de fonction à quatre roues, 1,4 % les transports en commun, 2,8 % s'y rendent en deux-roues, à vélo ou à pied et 15,1 % n'ont pas besoin de transport (travail au domicile).

### Activités hors agriculture
15 établissements sont implantés  à Cazeneuve au 31 décembre 2019.
Le secteur du commerce de gros et de détail, des transports, de l'hébergement et de la restauration est prépondérant sur la commune puisqu'il représente 40 % du nombre total d'établissements de la commune (6 sur les 15 entreprises implantées  à Cazeneuve), contre 27,7 % au niveau départemental.

### Agriculture
La commune est dans le Ténarèze, une petite région agricole occupant le centre du département du Gers, faisant transition entre lʼAstarac “pyrénéen”, dont elle est originaire et dont elle prolonge et atténue le modelé, et la Gascogne garonnaise dont elle annonce le paysage. En 2020, l'orientation technico-économique de l'agriculture  sur la commune est la viticulture.
|               | 1988 | 2000 | 2010 | 2020 |
| ------------- | ---- | ---- | ---- | ---- |
| Exploitations | 24   | 13   | 9    | 11   |
| SAU (ha)      | 652  | 518  | 420  | 492  |

Le nombre d'exploitations agricoles en activité et ayant leur siège dans la commune est passé de 24 lors du recensement agricole de 1988  à 13 en 2000 puis à 9 en 2010 et enfin à 11 en 2020, soit une baisse de 54 % en 32 ans. Le même mouvement est observé à l'échelle du département qui a perdu pendant cette période 51 % de ses exploitations,. La surface agricole utilisée sur la commune a également diminué, passant de 652 ha en 1988 à 492 ha en 2020. Parallèlement la surface agricole utilisée moyenne par exploitation a augmenté, passant de 27 à 45 ha.

## Culture locale et patrimoine

### Lieux et monuments
- Tour de Lamothe : elle domine la vallée de l'Izaute. C'était une tour de guet à cinq étages avec une plate-forme sous toiture. L'étage au-dessous a deux fenêtres trilobées. Les étages inférieurs n'ont que des archères à croix pattée. Deux latrines apparaissent sur la façade sud et une autre nord. Placée sur une hauteur, elle permettait de surveiller une grande étendue, des Pyrénées aux collines de Bordeaux.
- Église Saint-Urbain.
- Église Saint-Pierre de Lamothe.

Aux alentours
- - Arène pour la course landaise.
  - Anciens chais d'Armagnac.
  - La bastide de Bretagne-d'Armagnac.
  - La cathédrale Sainte-Marie d'Auch, Auch.
  - La ganaderia de Buros.
  - La villa gallo-romaine de Séviac.
  - La bastide médiévale de Montréal et son musée.
  - La bastide gasconne Fourcès.
  - La ville d'Eauze et son Trésor.
  - Le collégiale Saint-Pierre, La Romieu.
  - Le chemin du Puy : entre Lectoure et Condom.
  - Le festival de jazz de Marciac.
  - Le musée d'Artagnan à Lupiac.
  - Le pont d'Artigues ou de Lartigue, Beaumont-sur-l’Osse.
  - Le village fortifié Larressingle.
  - Les thermes de Barbotan-les-Thermes.
  - Sites sacrés sur les chemins du pèlerinage de Saint-Jacques-de-Compostelle.

### Personnalités liées à la commune
- Francis Lanine (1925-1944). Fusillé par les Allemands à l'âge de 19 ans à Viella avec un groupe d'une dizaine de résistants. Une rue d'Arcachon, où vivaient ses parents, honore sa mémoire. Il repose à Lamothe sur la terre de ses ancêtres.
- Paulette Aragon-Launet (1913-1992 ),née Marie-Paule Aragon à Labarrère, artiste peintre autodidacte. Mai 1959 vit sa première redécouverte d'une mosaïque à Séviac, départ d'une grande aventure avec ses trois enfants. Elle crée l'Association de sauvegarde des monuments et sites de l'Amagnac, dont le siège se trouve à la tour de Lamothe, premier monument concerné par la réfection du toit. Séviac, Fourcès, Montréal, Genens, Luzanet lui doivent animation et sauvegarde. Membre et conférencière de la Société archéologique du Gers, elle exerce sa curiosité dans le domaine de l'histoire locale. Elle reste active jusqu'à son dernier souffle dans ses passions de peinture et de restauration. L'écrivain Michel Suffran lui offre cette belle épitaphe sous son buste à Séviac : « Elle a fait germer du sommeil de la terre une graine enfouie de la beauté du monde »[à sourcer].